# Bob Anderson (esgrimidor)
Robert James Gilbert Bob Anderson (n. Gosport, Hampshire; 15 de septiembre de 1922 - m. Sussex Occidental; 1 de enero de 2012) fue un esgrimista profesional y actor de cine británico, conocido entrenador y coreógrafo de lucha con espadas en varias películas, además de doble del personaje de Darth Vader en Star Wars: Episode V - The Empire Strikes Back y Star Wars: Episode VI - Return of the Jedi.

## Biografía
Nació en Gosport, al sur de Inglaterra. Formó parte de la Armada antes de la Segunda Guerra Mundial y posteriormente se convirtió en entrenador de esgrima. Como esgrimista competitivo representó al Reino Unido en los Juegos Olímpicos de 1952 y en los campeonatos mundiales de 1950 y 1953.
Comenzó a trabajar para Hollywood como asesor de esgrima, ayudando al actor Errol Flynn en las escenas de esgrima de El señor de Ballantry (1953) y Espadas cruzadas (1954). En 1961 apareció delante de la cámara como doble de actores, en escenas de lucha en Los cañones de Navarone y Desde Rusia con amor (1963). Fue maestro de esgrima y coreógrafo de escenas de lucha en varias películas, la más destacada fue en la trilogía de La guerra de las galaxias (1977-1983).
Fue el actor encargado de ponerse bajo la capa y casco de Darth Vader en el famoso duelo con Luke Skywalker. En una entrevista de 1983, Mark Hamill rindió homenaje a la contribución de Anderson, diciendo: «Bob Anderson fue quien realmente hizo las peleas de Vader. Se supone que sería un secreto para siempre, pero al final le dije al director George Lucas que no me parecía justo».
También realizó todas las coreografías de las peleas de espadas para la trilogía de El Señor de los Anillos, de Peter Jackson. Hizo un estudio a fondo de los libros de Tolkien e ideó un estilo diferente para cada personaje. Así mismo realizó todas las coreografías de las peleas de espadas en la película Alatriste de Agustín Díaz Yanes.
Tras su retiro del mundo de la competición de esgrima, Anderson emigró a Canadá, donde se convirtió en director técnico de la Asociación de Esgrima de Canadá. Murió el 1 de enero de 2012 en un hospital de Sussex Occidental, al sur de Inglaterra.

## Filmografía

### Equipo misceláneo
- The Moonraker (1958)
- Don't Lose Your Head (1966)
- Kidnapped (1971)
- Barry Lyndon (1975)
- Star Wars: Episode IV - A New Hope (1977)
- Highlander (1986)
- The Princess Bride (1987)
- By the Sword (1991)
- Los tres mosqueteros (1993)
- First Knight (1995)
- The Phantom (1996)
- La máscara del Zorro (1998)
- The Parent Trap (1998)
- El Señor de los Anillos: la Comunidad del Anillo (2001)
- Die Another Day (2002)
- El Señor de los Anillos: las dos torres (2002)
- Pirates of the Caribbean: The Curse of the Black Pearl (2003)
- El Señor de los Anillos: el retorno del Rey (2003)
- La leyenda del Zorro (2005)
- Alatriste (2006)
- El hobbit: un viaje inesperado (2012)

### Acrobacias
- El señor de Ballantry (1953)
- Espadas cruzadas (1954)
- Los cañones de Navarone (1961)
- Desde Rusia con amor (1963)
- Casino Royale (1967)
- Kidnapped (1971)
- One of Our Dinosaurs is Missing (1975)
- Star Wars: Episode IV - A New Hope (1977)
- Candleshoe (1977)
- Star Wars: Episode V - The Empire Strikes Back (1980)
- Superman II (1980)
- Star Wars: Episode VI - Return of the Jedi (1983)

### Actor
- Doctor Who (1968)
- Candleshoe (1977): Hood (no acreditado)
- Star Wars: Episode V - The Empire Strikes Back (1980): Oficial
- Reclaiming the Blade (2009): él mismo